# Костенко, Василий Семёнович
Василий Семёнович Костенко (26 апреля 1912, Дерновка, Полтавская губерния — 21 апреля 2001, Киев) — украинский советский комсомольский, партийный и государственный деятель. Кандидат исторических наук. Депутат Верховного Совета СССР (1946) и Верховного Совета УССР 2—3-го созывов. Историк. Прозаик, публицист. Заслуженный работник культуры УССР (1972).

## Биография
Из крестьян. После окончания школы с 1930 года работал старшим пионервожатым. Через год был назначен заведующим орготделом Барышевского райкома комсомола. В 1934—1935 годах служил в РККА. В 1935 году поступил на учёбу в Киевскую высшую коммунистическую сельскохозяйственную школу (комсомольский отдел). После её окончания в январе 1937 года был направлен в город Новоград-Волынский заведующим отделом политучёбы окружного ЛКСМУ.
С осени 1937 года — в аппарате ЦК ЛКСМУ, был заведующим сектором культмассовой работы, затем заместителем заведующего отдела кадров.
В июне 1940 года назначен инструктором отдела кадров ЦК КП(б) Украины.
После начала Великой Отечественной войны работал в редакции фронтовой газеты «За Радянську Україну», с частями 37-й армии выходил из киевского окружения (18.09 — 16.10.1941). Был переведён в состав оперативной группы Военного совета Юго-Западного фронта, которая создавала партизанское подполье на Украине. Впоследствии, на основе этой группы был создан Украинский штаб партизанского движения во главе с Тимофеем Строкачем, в деятельности которого Костенко принимал активное участие.
В июле 1943 года был назначен первым секретарём ЦК ЛКСМУ (по 1947). На этом посту ему достаточно быстро удалось восстановить деятельность комсомольских организаций республики. Количество комсомольцев насчитывало 721 420 человек, объединённых в 49 895 первичных организаций. За короткий срок комсомольцы и молодёжь освобождённых областей собрали для нужд фронта 5,1 млн рублей.
Окончил Высшую партийную школу при ЦК ВКП(б).
Избирался членом Совета Всемирной федерации демократической молодёжи. В 1945—1946 годах участвовал в заседаниях её исполкома во Франции, Германии, Венгрии, Польше, Чехословакии.
В 1946—1950 годах — депутат Верховного Совета СССР 2-го созыва.
В 1952—1952 годах — первый секретарь Львовского городского комитета Компартии Украины. Впоследствии, был преподавателем в Полтавском педагогическом институте имени В. Короленко. В 1956 году защитил диссертацию на соискание учёной степени кандидата исторических наук.
Постановлением Госсовета ПНР от 17.01.1964 за номером 0/27 был удостоен Золотого Креста ордена Virtuti Militari.
В 1967—1972 годах работал заместителем Председателя Госкомитета по прессе Украинской ССР. Член главной редакции «Української радянської енциклопедії». Выйдя на пенсию, был научным сотрудником Института истории партии при ЦК Компартии Украины.
Автор более 400 публицистических, справочных и научных статей, а также серии книг «Наші весни» (Киев, 1966), «Юність полум’яних літ» (Киев, 1969), «Зірки мого життя» (Киев, 1998) и др.
Похоронен на Байковом кладбище в Киеве.

## Награды
- Орден Красного Знамени (02.05.1945);
- Орден Отечественной войны 2-й степени (11.03.1985);
- Орден Трудового Красного Знамени (28.10.1948; 09.09.1971[2]);
- Орден Красной Звезды (01.04.1943).